# Gandoura constantinoise
Ne doit pas être confondu avec gandoura.
La gandoura constantinoise ou djebba constantinoise est une robe traditionnelle algérienne faite en velours épais généralement de couleur bordeaux originaire de la région de Constantine.
En 2024, la gandoura a été inscrite au patrimoine culturel immatériel de l’humanité par l'UNESCO, dans le cadre du dossier intitulé « Costume féminin de cérémonie dans le Grand Est de l’Algérie ».

## Appellation
La robe dépourvue de manche, est appelée djebba ou gandoura. Son appellation changera et deviendra jebbat Fergani (« djoubba de Fergani ») vers le début du XXe siècle, faisant référence à un couturier Fergani qui s’est consacrée à la modernisation de cette tenue.
L'abbé Haedo mentionne les tenues des femmes à Alger au XVI: « D'abord, elles portent des chemises de toile très blanches [...]. Par-dessus ladite chemise, elles portent l'une de ces trois choses : soit une autre chemise qu'elles appellent Adorra [gandoura], soit une Malaxa [melhafa]. »

## Description

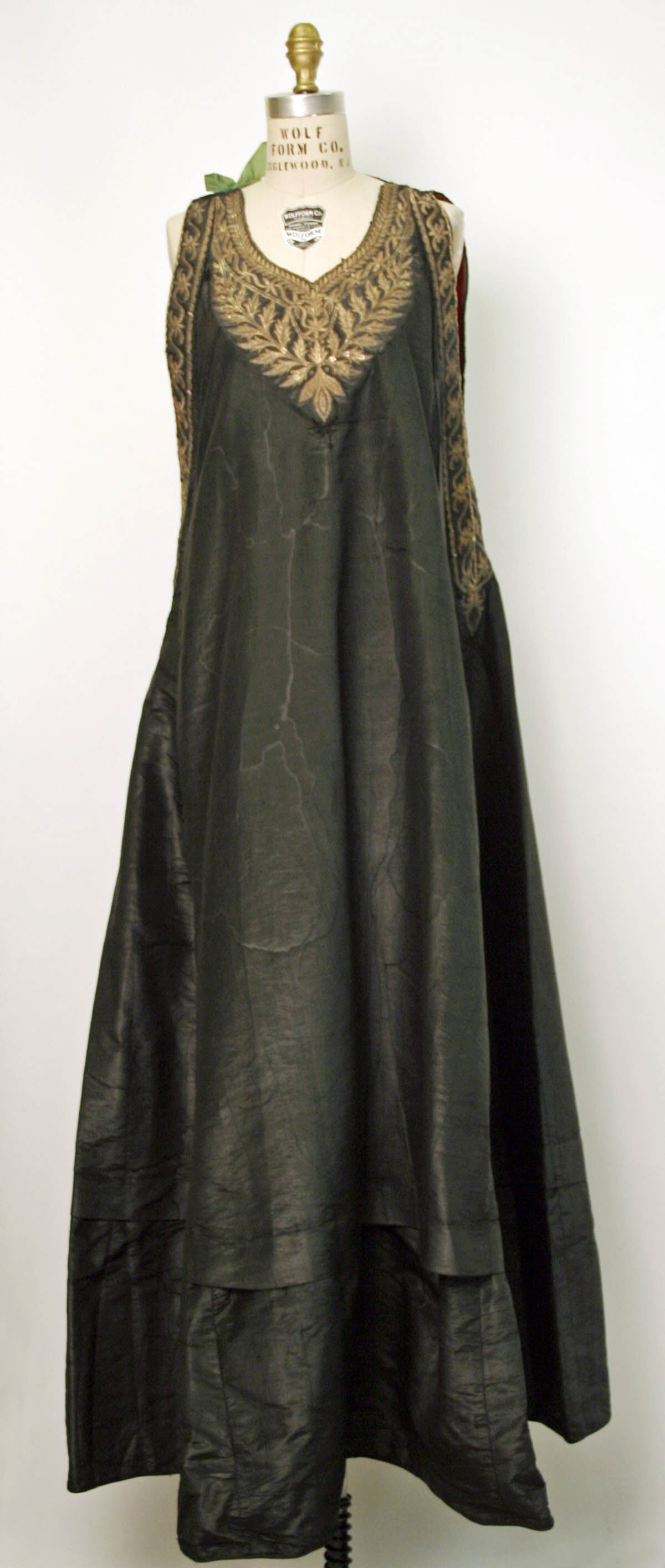
Robe du XIXe siècle, conservée au Metropolitan Museum of Art.

La djeba constantinoise est une robe en velours et ornée de broderies dorées élaborées. C'est une ancienne longue robe traditionnelle algérienne, sa couleur est à l'origine bordeaux ou noire, bien qu'aujourd'hui, d'autres couleurs de tissu soient également utilisées. Les broderies font partie du patrimoine culturel local.
L'encolure est, très souvent en forme de cœur, encadrée d'un long plastron qui descend jusqu'à mi-corps. Les broderies sont plus ou moins importantes dans le bas de la robe. La robe est également garnie d'une ceinture, parfois de velours brodé d'or ou d'argent, ou bien de pièces d'or et se porte avec une chemise aux manches de dentelle ou de tulle brodé.
Les broderies reproduisent des motifs végétaux qui s’harmonisent avec ceux du plastron. Pendant la seconde moitié du XXe siècle, la technique de broderie qui consiste à coucher le fil d’or sur l’étoffe, à la manière des broderies qui foisonnaient sur les anciens caftans algériens, est fréquemment concurrencée par celle du fil tiré, ou medjboud. Cette technique sert à réaliser des motifs pleins, similaires à ceux habituellement réservés aux accessoires couverts de velours, comme les coiffes coniques, les babouches et les chaussures.

## Histoire
Ancienne capitale numide, des amples tuniques, des peplos à fibules et des voiles drapés dominent à Constantine durant l'Antiquité. Sous les Byzantins, la ville connaît un enrichissement du patrimoine vestimentaire et des parures qui se poursuit après leurs départs. Au début de la période islamique, l'orientalisation des costumes citadins se manifeste par l'émergence d'un style décoratif plus floral et plus abstrait. Le costume de Constantine ne subit pas de réelles transformations pendant la période médiévale, si ce n'est par l'exploitation d'une variété toujours plus grande de lainages et de soieries. Il est similaire aux costumes des nouvelles capitales des Zirides puis des Hammadites, toutes situées en Algérie orientale. Puis les modes andalouses influencent les costumes locaux.
Les robes de l'élite se distinguent alors par la préciosité d'un élément décoratif qui perdurera au cours des siècles suivants : le plastron placé entre l'encolure et la poitrine et doté d'arabesques brodées au fil d'or ou d'argent. À la suite de la Reconquista et de l'installation des exilés andalous entre le XIVe et XVe siècles, les emprunts aux costumes de cette nouvelle composante de la population finissent par modifier l'allure des Constantinoises. La robe-tunique dépourvue de manches, dite djoubba ou djebba, juxtapose souvent deux coloris contrastés qui divisent le vêtement symétriquement dans le sens de la longueur. Elle devient plus élaborée et prend l'allure d'une robe et non d'une tunique. Cette robe est mentionnée au XVIe siècle par Léon l'Africain, elle est attestée également dans sa forme bicolore au XIXe siècle et au début du XXe siècle par Georges Marçais.
La diffusion des premiers velours date du XVe siècle. Il est probable qu’à la veille de l’ère ottomane, le costume de Constantine a déjà mis en place la structure qui le caractérisera trois siècles plus tard. Durant la période ottomane, le costume des Constantinoises, semble plus statique que celui de la capitale Alger. La chemise de dessous, avec ses manches enrichies de dentelles et la djoubba ou gandoura unie ou bicolore.
Au XIXe siècle, la djoubba, qui remplit toujours la fonction de pièce centrale du costume, s'élargisse vers le sol. Les textiles manufacturés d’importation, moins coûteux que les étoffes produites par les ateliers artisanaux traditionnels, modifient davantage son aspect. Au cours du XXe siècle, la gandoura qatifa devient le principal représentant du costume traditionnel de fête. Grâce à sa forme évasée vers le bas, la robe peut accueillir des broderies abondantes.

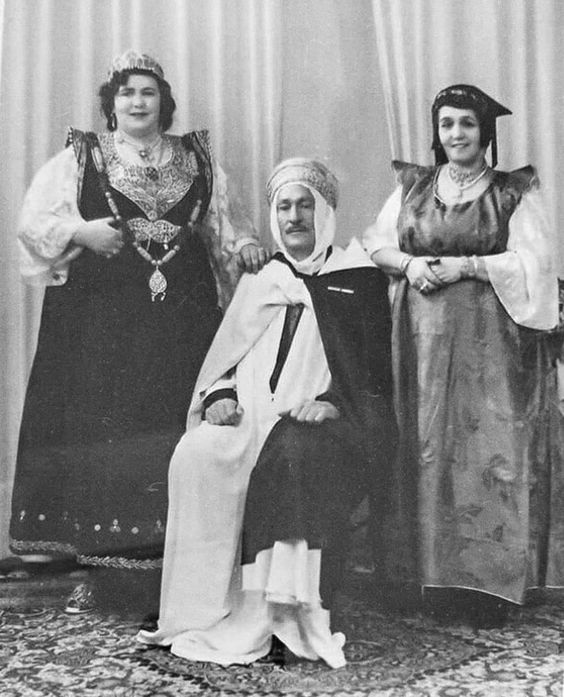
Femmes en gandoura dans les années 1930.
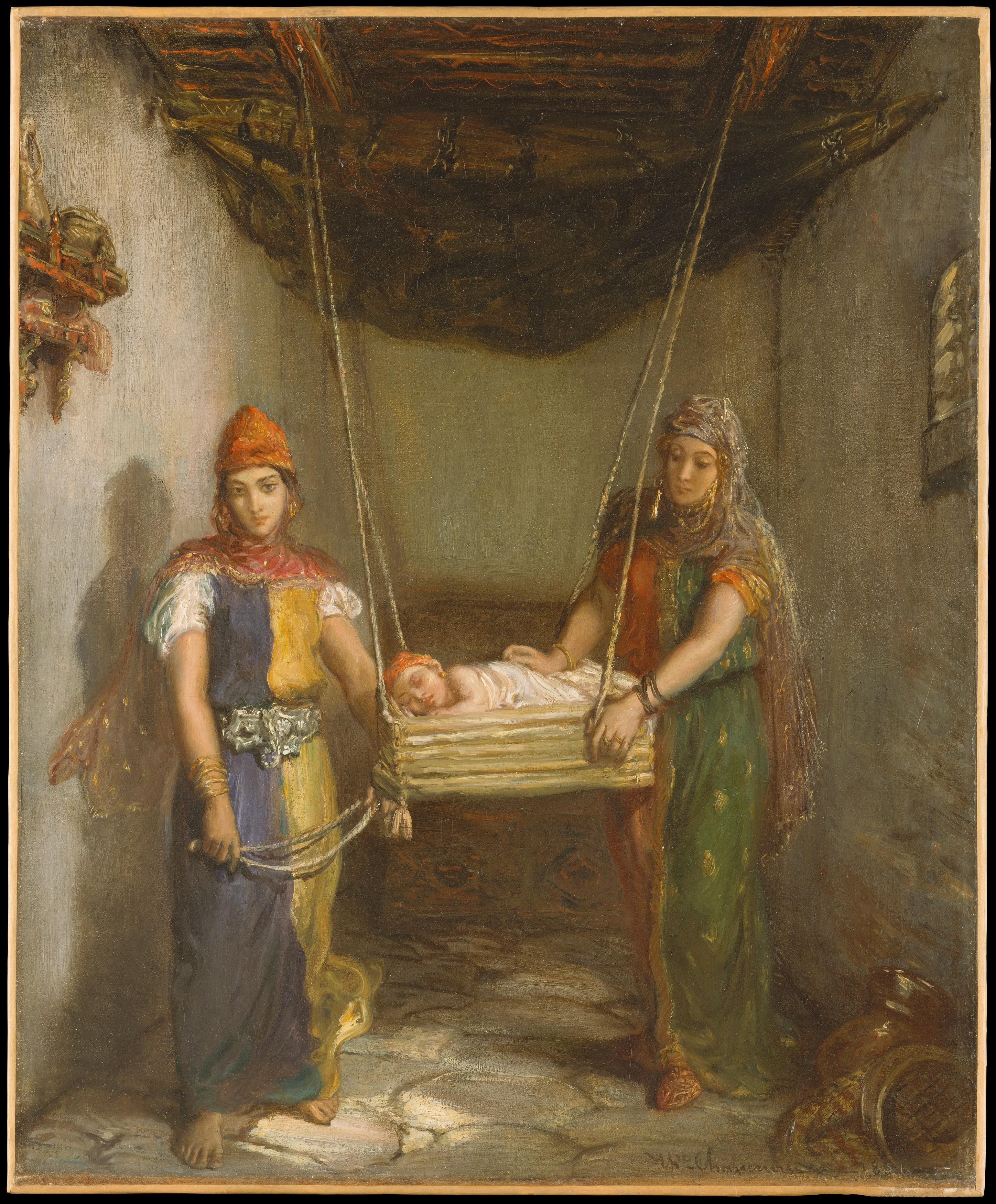
La djebba bicolore.
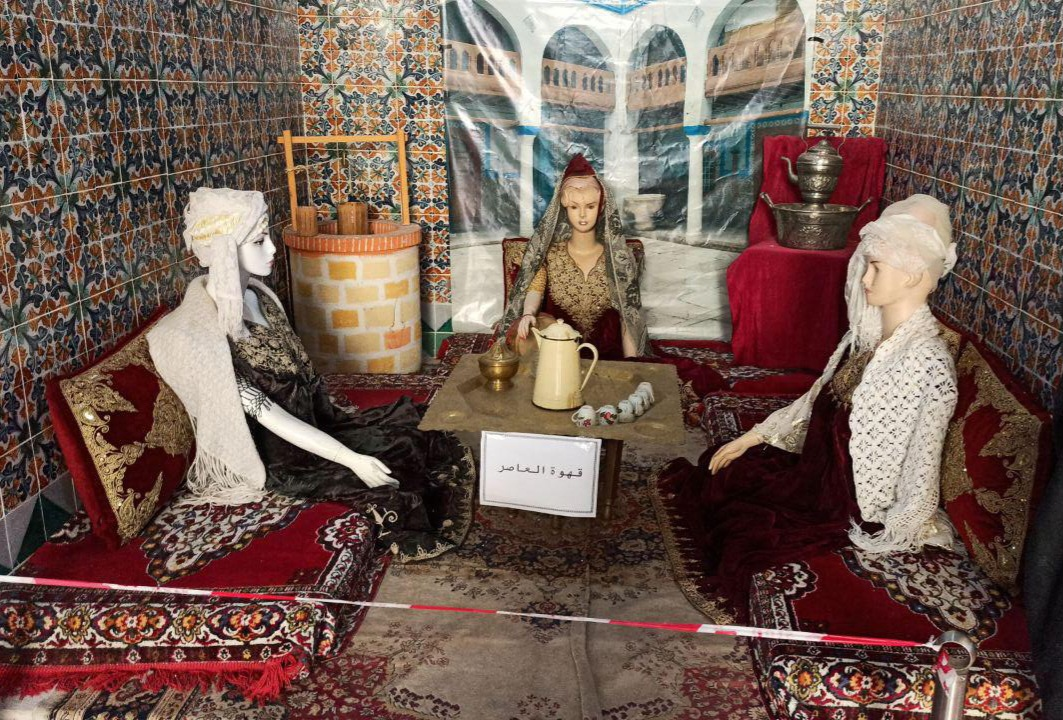
Gandouras constantinoises exposées au palais du bey à Constantine.
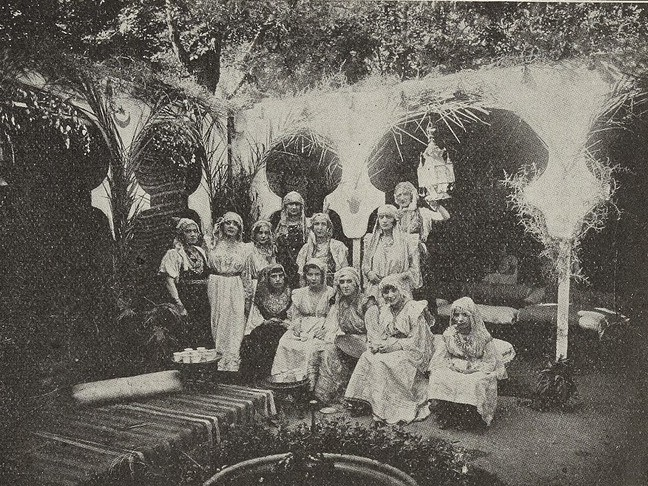
Costumes de Constantine, L'Afrique du Nord illustrée, 1927.

## Patrimoine
En 2023, l'Algérie a soumis un dossier à l'UNESCO visant à promouvoir deux tenues traditionnelles : mlahfa et gandoura. Cette demande, intitulée « Costume de cérémonie féminin de l'Est algérien : connaissances et savoir-faire liés à la couture et à la confection d'ornements : Mlahfa et Gandoura », vise à mettre en lumière les aspects culturels et artisanaux de ces tenues. En 2024, ces costumes ont été officiellement reconnus au patrimoine culturel immatériel de l’humanité par l'UNESCO.
Dans le cadre de cette demande, il a été présenté de manière détaillée les différents éléments composant la gandoura. Parmi ces éléments figurent le qat et le qouit, le caftan brode au mejboud avec motifs floraux  et animalier ainsi que le mendil, l'ellehaf et les incrustations faites à la main. En outre, la demande comprend la présentation des bijoux traditionnels associés à la tenue, tels que la chachia Soltani, les bijoux frontaux appelés jbin et Khit er rouh, skhab et hezam ainsi que les ceintures (m'hazma, hzam) et d'autres pièces essentielles à l'ensemble du costume.